# Salami Genoa

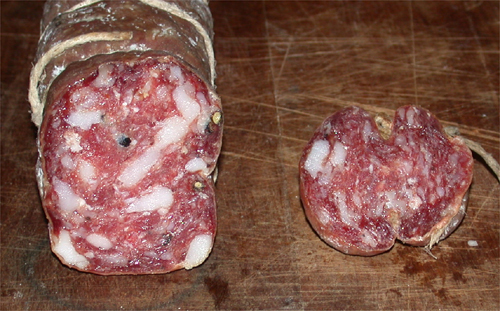
Salami Sant'Olcese

El Salami de Génova popularmente conocido como Salami Genoa es una variedad americana de salami que se cree que se originó en la zona de Génova en Italia. Por lo general, está hecho de carne de cerdo, pero también puede contener carne de res o ser todo carne de res. Se sazona con ajo, sal, pimienta negra y/o blanca y vino tinto o blanco. Al igual que muchas salchichas italianas, tiene un sabor fermentado característico.
Como sucede con muchos alimentos denominados con topónimos, especialmente los más comunes en los Estados Unidos, el salami de Génova no es un producto real de la ciudad de Génova y ningún genovés reconocería la existencia de algo llamado "Salame Genovese" (Salami genovés o Salami genoa) ; más bien el nombre genovés original para este tipo de salchichas es el salame (di) Sant'Olcese, que es un "prodotto agroalimentare tradizionale" (producto alimenticio agrícola tradicional), y se origina en el interior montañoso de Génova en Italia, donde los cerdos son tradicionalmente fáciles de mantener a base de bellotas, castañas y avellanas procedentes de los bosques mediterráneos locales. Siendo rodeado entre el mar, las colinas y las montañas, Génova tradicionalmente no tenía llanuras donde criar ganado, por lo que en la cocina genovesa tradicional, las características de la carne de cerdo en gran medida pueden ser sustituidas fácilmente.

## Gastronomía
En algunos países muy distantes a de donde se originó (Estados Unidos) y de dónde lleva su nombre (Génova) este tipo de salami es muy consumido. Tal es el caso de la República Dominicana donde su presencia junto a cortes de chorizo, jamón serrano, pastrami, quesos generalmente fuertes como el queso azul otros quesos añejos y frescos como el queso camembert y el queso brie, frutas como uvas y pan son una picadera típica para celebraciones familiares, suelen ser preparadas directamente en los supermercados (más económico) o por servicios de cáterin a domicilio.